# 우분투 재단

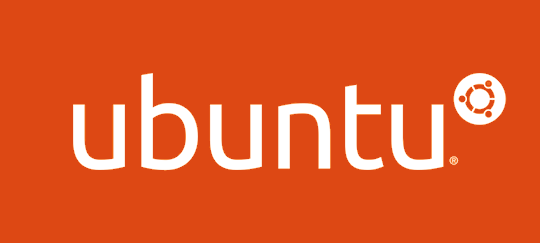

우분투 재단 (Ubuntu Foundation) 은 남아프리카인 마크 셔틀워스와 캐노니컬이 우분투 리눅스 배포의 장기 지원과 캐노니컬의 상업적 활동과 분리하기 위해 설립된 재단이다.
우분투 재단의 현 자문위원회는 설립자 마크 셔틀워스와 캐노니컬의 창립자, 그리고 우분투 커뮤니티 회의와 우분투 기술 위원회로 구성되어 있다.